# Han Kang
Han Kang (koreański 한강, ur. 27 listopada 1970 w Gwangju) – południowokoreańska pisarka; laureatka nagrody International Booker Prize for Fiction za powieść Wegetarianka (2007), przetłumaczoną na wiele języków oraz literackiej Nagrody Nobla w 2024 roku.

## Życiorys
Han Kang urodziła się w 1970 roku w Gwangju. Od dziesiątego roku życia mieszkała w Seulu, gdzie przeprowadziła się z rodziną. Studiowała filologię koreańską na Yonsei University. Debiutowała jako poetka, publikując pięć wierszy, w tym „Zimę w Seulu”, w Munhak-gwa-sahoe (1993). W następnym roku rozpoczęła karierę pisarską, wygrywając konkurs literacki gazety „Seoul Shinmun” w Seulu za opowiadanie Czerwona kotwica (1994). Pierwszy zbiór opowiadań zatytułowany Yeosu opublikowała w 1995 roku. Przez trzy miesiące w 1998 roku uczestniczyła w międzynarodowym programie pisarskim University of Iowa, przy wsparciu Arts Council Korea. Jej twórczość obejmuje opowiadania, powieści i wiersze.
Zdobywczyni wielu nagród. W 2016 roku anglojęzyczne tłumaczenie Wegetarianki zostało nagrodzone International Booker Prize. W 2024 roku Han przyznano Nagrodę Nobla w dziedzinie literatury „za prozę mierzącą się z historycznymi traumami i odsłaniającą kruchość ludzkiego życia”. Została tym samym pierwszą południowokoreańską pisarką uhonorowaną literacką Nagrodą Nobla.
W 2014 roku przebywała przez cztery miesiące na rezydencji literackiej w Warszawie, gdzie została też osadzona fabuła powieści Biała elegia. 

## Twórczość
Powieści
- Czarny jeleń (1998; kor. 검은 사슴)
- Twoje zimne dłonie (2002; kor. 그대의 차가운 손 )
- Wegetarianka (2007; kor. 채식주의자, ang. The Vegetarian) - wydanie polskie: Kwiaty Orientu 2014, tłum. Justyna Najbar-Miller, Jeong In Choi, ISBN 978-83-935271-4-4; wydanie drugie poprawione: W.A.B. 2021, ISBN 978-83-8387-345-9
- Wiatr wieje, idź (2010; kor. 바람이 분다, 가라)
- Lekcje greki (2011; kor. 희랍어 시간, ang. Greek Lessons) - wydanie polskie: W.A.B. 2025, tłum. Justyna Najbar-Miller, ISBN 978-83-8387-547-7
- Nadchodzi chłopiec (2014; kor. 소년이 온다, ang. Human Acts) - wydanie polskie: W.A.B. 2020, tłum. Justyna Najbar-Miller, ISBN 978-83-280-6155-2
- Biała elegia (2016; kor. 흰, ang. The White Book) - wydanie polskie: W.A.B. 2022, tłum. Justyna Najbar-Miller, ISBN 978-83-280-9261-7
- Nie mówię żegnaj (2021; kor. 작별하지 않는다, ang. We Do Not Part) - wydanie polskie: W.A.B. 2024, tłum. Justyna Najbar-Miller, ISBN 978-83-8319-449-3

Nowele
- Mam na imię słonecznik (2002; kor. 내 이름은 태양꽃)
- Historia czerwonego kwiatu (2003; kor. 붉은 꽃 이야기)
- Odzyskiwanie zdrowia (2013; kor. 회복 하는 인간, ang. Convalescence)
- Europa (2019; kor. 에우로파, ang. Europa)

Zbiory esejów
- Miłość i tematy dokoła niej (2003; kor. 사랑과, 사랑을 둘러싼 것들)
- Ciche piosenki (2007; kor. 가만가만 부르는 노래)
- Światło i nić (2025; kor. 빛과 실)

Literatura dziecięca
- Mała wróżka grzmotów i mała wróżka błyskawic (2007; kor. 천둥꼬마선녀 번개꼬마선녀)
- Pudełko łez (2008; kor. 눈물상자 )

Zbiór wierszy
- Schowałam w szufladzie o zmierzchu (2013; kor. 서랍에 저녁을 넣어 두었다 )

Zbiory opowiadań
- Miłość w Yeosu (1995; kor. 여수의 사랑), zawiera: Miłość w Yeosu (여수의 사랑), Karnawał ciemności (어둠의 사육제), Nocny pociąg (야간열차), Galop (질주), Grzbiet różaneczników (진달래 능선), Czerwona kotwica (붉은 닻)
- Owoce mojej kobiety (2000; kor. 내 여자의 열매), zawiera: Owoce mojej kobiety (내 여자의 열매), Co czują psy o zachodzie słońca? (해질녘에 개들은 어떤 기분일까), Mały Budda (아기 부처), Pewnego dnia on (어느 날 그는), Wśród czerwonych kwiatów (붉은 꽃 속에서), Dziewięć historii (아홉 개의 이야기), Biały kwiat (흰 꽃), Rzeka przepływająca przez linię kolejową (철길을 흐르는 강)
- Ognista salamandra (2012; kor. 노랑무늬영원), zawiera: Zanim zrobi się jasno (밝아지기 전에), Odzyskiwanie zdrowia (회복하는 인간), Europa (에우로파), Szkolenie (훈자), Niebieski kamień (파란 돌), Lewa ręka (왼손), Ognista salamandra (노랑무늬영원)

Opowiadania rozproszone
- Błękitna góra (1994; kor. 푸른 山)
- Gdy topi się płatek śniegu (2015; kor. 눈 한송이가 녹는 동안)
- Pożegnanie (2017; kor. 작별)
- Kioto, fasada (2020; kor. 교토, 파사드)

Inne przekłady na język polski
Opowiadanie Owoce mojej kobiety w tłumaczeniu Justyny Najbar-Miller ukazało się w antologii Mistrzowie opowieści. O kobiecie, wyd. Wielka Litera 2023, ISBN 978-83-8032-902-7.

## Adaptacje
Prace Han Kang zostały dwukrotnie zaadaptowane na film. W 2009 roku do kin trafiła produkcja Vegetarian, za reżyserię i scenariusz odpowiadał Lim Woo-Seong. Dwa lata później premierę miał film Scars (adaptacja noweli Mały Budda ze zbioru Owoce mojej kobiety) tego samego reżysera.
W październiku 2019 roku w Starym Teatrze w Krakowie premierę miał spektakl Nadchodzi chłopiec w reżyserii Marcina Wierzchowskiego. Była to pierwsza adaptacja teatralna prozy Han Kang. Miesiąc później w Seulu odbyła się premiera spektaklu Human fuga w wykonaniu grupy Tuida (w reżyserii Bae Yo-Sup). Planowano wystawić polskie przedstawienie w Seulu oraz koreańskie w Krakowie, jednak uniemożliwił to wybuch pandemii koronawirusa.